# タレント番組出演本数ランキング
タレント番組出演本数ランキングは、ニホンモニターがその年の1 - 11月のテレビ番組出演者データを基に発表するランキングである。
集計対象は、在京民放キー局5局とNHK東京総合テレビの関東広域放送地上波オンエア分である。2022年からは、在阪民放準キー局5局とNHK大阪を対象とした関西版のランキングも別途作成している（関西分はワイヤーアクションが集計）。
グループ出演と個人出演の合算にて集計、またアナウンサーは別枠で集計している。通販番組、再放送番組、ナレーション出演は対象外である。
帯番組は曜日ごとに別集計となるため、帯番組のレギュラーを抱えているタレントが上位に来やすい傾向がある。

## 歴代トップテン
| 調査時期 | 1位                    | 2位                    | 3位                    | 4位                    | 5位                                 | 6位                                 | 7位                                       | 8位                                       | 9位                                | 10位                                    |
| -------- | ---------------------- | ---------------------- | ---------------------- | ---------------------- | ----------------------------------- | ----------------------------------- | ----------------------------------------- | ----------------------------------------- | ---------------------------------- | --------------------------------------- |
| 2010年   | オードリー （507番組） | 加藤浩次 （470番組）   | ビビる大木 （450番組） | 大島さと子 （444番組） | タカアンドトシ （427番組）          | はんにゃ （417番組）                | テリー伊藤（416番組） ベッキー（416番組） | テリー伊藤（416番組） ベッキー（416番組） | 有吉弘行 （413番組）               | みのもんた （405番組）                  |
| 2011年   | 有吉弘行 （499番組）   | ビビる大木 （496番組） | テリー伊藤 （460番組） | 加藤浩次 （454番組）   | オードリー （424番組）              | ピース （403番組）                  | 大島さと子 （398番組）                    | タカアンドトシ （395番組）                | フルーツポンチ （376番組）         | 土田晃之（362番組） ベッキー（362番組） |
| 2012年   | 設楽統 （611番組）     | 近藤春菜 （560番組）   | 有吉弘行 （518番組）   | 加藤浩次 （496番組）   | 箕輪はるか （493番組）              | ビビる大木 （488番組）              | 若林正恭 （485番組）                      | 春日俊彰 （477番組）                      | テリー伊藤 （473番組）             | 綾部祐二 （451番組）                    |
| 2013年   | 設楽統 （615番組）     | 近藤春菜 （562番組）   | 有吉弘行 （533番組）   | 若林正恭 （504番組）   | 春日俊彰 （487番組）                | 箕輪はるか （485番組）              | テリー伊藤 （476番組）                    | 加藤浩次 （468番組）                      | ビビる大木 （453番組）             | 国分太一 （435番組）                    |
| 2014年   | 国分太一 （653番組）   | 設楽統 （616番組）     | 有吉弘行 （516番組）   | 加藤浩次 （492番組）   | 春日俊彰 （439番組）                | 若林正恭 （437番組）                | 後藤輝基 （434番組）                      | テリー伊藤 （425番組）                    | 羽鳥慎一 （420番組）               | 坂上忍 （416番組）                      |
| 2015年   | 国分太一 （653番組）   | 設楽統 （556番組）     | 澤部佑 （458番組）     | 加藤浩次 （456番組）   | 坂上忍 （455番組）                  | 有吉弘行 （452番組）                | 小島瑠璃子 （429番組）                    | 春日俊彰 （421番組）                      | 後藤輝基 （419番組）               | 博多大吉 （411番組）                    |
| 2016年   | 国分太一 （659番組）   | 設楽統 （621番組）     | 澤部佑 （480番組）     | 坂上忍 （458番組）     | 近藤春菜 （457番組）                | 羽鳥慎一 （455番組）                | 加藤浩次 （421番組）                      | 小島瑠璃子 （413番組）                    | 上田晋也 （411番組）               | 大久保佳代子 （410番組）                |
| 2017年   | 国分太一 （671番組）   | 設楽統 （644番組）     | 近藤春菜 （498番組）   | 羽鳥慎一 （471番組）   | 坂上忍 （457番組）                  | 上田晋也 （438番組）                | 澤部佑 （429番組）                        | 大久保佳代子 （423番組）                  | 春日俊彰 （412番組）               | 小峠英二 （411番組）                    |
| 2018年   | 国分太一 （663番組）   | 設楽統 （563番組）     | 近藤春菜 （495番組）   | 博多大吉 （492番組）   | 坂上忍 （456番組）                  | 上田晋也 （453番組）                | 新井恵理那 （443番組）                    | 若林正恭 （426番組）                      | 加藤浩次 （416番組）               | 岡田圭右 （415番組）                    |
| 2019年   | 国分太一 （604番組）   | 設楽統 （526番組）     | 博多大吉 （512番組）   | 近藤春菜 （470番組）   | 新井恵理那 （449番組）              | 上田晋也 （440番組）                | 若林正恭 （428番組）                      | 坂上忍 （424番組）                        | 博多華丸 （420番組）               | 有吉弘行 （419番組）                    |
| 2020年   | 博多大吉 （548番組）   | 設楽統 （521番組）     | 立川志らく （497番組） | 若林正恭 （496番組）   | 林修 （441番組）                    | 近藤春菜 （437番組）                | 春日俊彰 （433番組）                      | 博多華丸 （424番組）                      | 粗品 （408番組）                   | 岡田圭右 （407番組）                    |
| 2021年   | 設楽統 （530番組）     | 川島明 （486番組）     | 博多大吉 （478番組）   | 小峠英二 （440番組）   | 春日俊彰 （433番組）                | 国分太一 （426番組）                | フワちゃん （424番組）                    | 池田美優 （420番組）                      | チョコレートプラネット （419番組） | 若林正恭 （417番組）                    |
| 2022年   | 設楽統 （548番組）     | 川島明 （536番組）     | 春日俊彰 （528番組）   | 林修 （479番組）       | 長田庄平 （448番組）                | 山内健司 （444番組）                | 松尾駿 （442番組）                        | 小峠英二 （436番組）                      | 若林正恭 （435番組）               | 濱家隆一 （430番組）                    |
| 2023年   | 川島明 （586番組）     | 澤部佑 （581番組）     | 設楽統 （576番組）     | 木村昴 （497番組）     | 松尾駿 （470番組）                  | 春日俊彰 （468番組）                | 長田庄平 （467番組）                      | たける （464番組）                        | 山内健司 （460番組）               | 林修 （454番組）                        |
| 2024年   | 澤部佑 （578番組）     | 設楽統 （541番組）     | 川島明 （539番組）     | 平子祐希 （486番組）   | 林修（460番組） 山里亮太（460番組） | 林修（460番組） 山里亮太（460番組） | 木村昴 （458番組）                        | 春日俊彰 （432番組）                      | チョコレートプラネット （426番組） | 山内健司 （408番組）                    |

## ブレイクタレントランキング
前年比で番組出演本数が増加したタレントのランキング。タレント番組出演本数ランキングと同様の集計方法が採られており、2021年までは同時発表されていた。
| 調査時期 | 1位                                                     | 2位                                                     | 3位                           | 4位                                         | 5位                                         | 6位                                   | 7位                                                | 8位                                                | 9位                            | 10位                        |
| -------- | ------------------------------------------------------- | ------------------------------------------------------- | ----------------------------- | ------------------------------------------- | ------------------------------------------- | ------------------------------------- | -------------------------------------------------- | -------------------------------------------------- | ------------------------------ | --------------------------- |
| 2010年   | JOY （＋248番組）                                       | 小森純 （＋128番組）                                    | Wコロン （＋126番組）         | 渡部陽一 （＋109番組）                      | 楽しんご （＋94番組）                       | マツコ・デラックス （＋88番組）       | ミッツ・マングローブ （＋72番組）                  |                                                    |                                |                             |
| 2011年   | ピース （＋232番組）                                    | 楽しんご （＋226番組）                                  | SHELLY （＋167番組）          | ローラ （＋162番組）                        | 芦田愛菜 （＋105番組）                      | 藤森慎吾 （＋82番組）                 | 鈴木福 （＋66番組）                                | 武井咲 （＋27番組）                                |                                |                             |
| 2012年   | スギちゃん （＋286番組）                                | 鈴木奈々 （＋282番組）                                  | 福田彩乃 （＋197番組）        | ももいろクローバーZ （＋178番組）           | 菊地亜美 （＋127番組）                      | 児嶋一哉 （＋94番組）                 | 栗原類 （＋80番組）                                | きゃりーぱみゅぱみゅ （＋77番組）                  | 嗣永桃子 （＋68番組）          |                             |
| 2013年   | キンタロー。 （＋271番組）                              | 浜谷健司 （＋255番組）                                  | 斉藤慎二 （＋233番組）        | 神田伸一郎 （＋216番組）                    | 武井壮（＋161番組） 壇蜜（＋161番組）       | 武井壮（＋161番組） 壇蜜（＋161番組） | 小島瑠璃子 （＋151番組）                           | 林修 （＋146番組）                                 | ダレノガレ明美 （＋141番組）   | 向井慧 （＋123番組）        |
| 2014年   | 坂上忍 （＋276番組）                                    | IVAN （＋162番組）                                      | おのののか （＋140番組）      | 中村アン （＋111番組）                      | ヒロミ （＋81番組）                         | 日本エレキテル連合 （＋71番組）       | DJ KOO （＋63番組）                                | ふなっしー （50番組）                              | May J. （＋46番組）            |                             |
| 2015年   | 厚切りジェイソン （＋153番組）                          | おかずクラブ （＋145番組）                              | 篠原信一 （＋142番組）        | あばれる君 （＋141番組）                    | とにかく明るい安村 （＋119番組）            | クマムシ （＋112番組）                | 8.6秒バズーカー（＋105番組） 前園真聖（＋105番組） | 8.6秒バズーカー（＋105番組） 前園真聖（＋105番組） | 佐藤栞里 （＋102番組）         | 藤田ニコル （＋91番組）     |
| 2016年   | メイプル超合金 （＋280番組）                            | トレンディエンジェル （＋248番組）                      | りゅうちぇる （＋230番組）    | 高畑充希（＋198番組） 横澤夏子（＋198番組） | 高畑充希（＋198番組） 横澤夏子（＋198番組） | アイクぬわら （＋162番組）            | 永野 （＋160番組）                                 | 市川紗椰 （＋152番組）                             | 加藤諒 （＋134番組）           | 東国原英夫 （＋120番組）    |
| 2017年   | カミナリ （＋230番組）                                  | ANZEN漫才 （＋205番組）                                 | 立川志らく （＋179番組）      | 銀シャリ （＋177番組）                      | 千鳥 （＋175番組）                          | ブルゾンちえみ （＋174番組）          | 川島海荷 （＋164番組）                             | 尼神インター （＋153番組）                         | サンシャイン池崎 （＋151番組） | 滝沢カレン （＋126番組）    |
| 2018年   | 中井りか （＋208番組）                                  | ノブナガ （＋178番組）                                  | 丸山桂里奈 （＋164番組）      | 村上佳菜子 （＋156番組）                    | 長嶋一茂 （＋146番組）                      | ひょっこりはん （＋137番組）          | ガンバレルーヤ （＋124番組）                       | 永野芽郁 （＋122番組）                             | 滝藤賢一 （＋108番組）         | 野性爆弾 （＋107番組）      |
| 2019年   | 霜降り明星 （＋248番組）                                | 松丸亮吾 （＋182番組）                                  | EXIT （＋175番組）            | 風間俊介 （＋138番組）                      | ゆきぽよ （＋130番組）                      | Mr.シャチホコ （＋128番組）           | チョコレートプラネット （＋123番組）               | りんごちゃん （＋112番組）                         | ミキ （＋111番組）             | 武田真治 （＋107番組）      |
| 2020年   | ぺこぱ （+297番組）                                     | フワちゃん （+285番組）                                 | 3時のヒロイン （+280番組）    | 生見愛瑠 （+198番組）                       | 四千頭身 （+170番組）                       | ミルクボーイ （+154番組）             | ティモンディ （+151番組）                          | エイトブリッジ （+130番組）                        | 山之内すず （+127番組）        | ぼる塾 （+98番組）          |
| 2021年   | おいでやすこが（+290番組） マヂカルラブリー（+290番組） | おいでやすこが（+290番組） マヂカルラブリー（+290番組） | ニューヨーク （+243番組）     | 見取り図 （+197番組）                       | ヒコロヒー （+192番組）                     | 錦鯉 （+175番組）                     | ラランド （+174番組）                              | ぼる塾 （+128番組）                                | 井上咲楽 （+126番組）          | もう中学生 （+121番組）     |
| 2022年   | モグライダー （+191番組）                               | 錦鯉 （+189番組）                                       | 東京ホテイソン （+158番組）   | ゆうちゃみ （+149番組）                     | ザ・マミィ （+142番組）                     | 水谷隼 （+141番組）                   | お見送り芸人しんいち （+124番組）                  | 井桁弘恵 （+112番組）                              | JP （+108番組）                | インディアンス （+102番組） |
| 2023年   | 神田愛花 （+240番組）                                   | コットン （+235番組）                                   | ウエストランド （+186番組）   | 槙野智章（+152番組） やす子（+152番組）     | 槙野智章（+152番組） やす子（+152番組）     | あの（+138番組） 村重杏奈（+138番組） | あの（+138番組） 村重杏奈（+138番組）              | 呂布カルマ （+136番組）                            | 杉谷拳士 （+128番組）          | なすなかにし （+119番組）   |
| 2024年   | Travis Japan （+262番組）                               | SHOW-WA （+204番組）                                    | ぱーてぃーちゃん （+144番組） | タイムマシーン3号 （+140番組）              | 令和ロマン （+129番組）                     | みなみかわ （+127番組）               | マユリカ （+124番組）                              | サルゴリラ （+103番組）                            | ヤーレンズ （+96番組）         | ダウ90000 （+87番組）       |